# Los Rodríguez y el más allá
Los Rodríguez y el más allá es una película de aventuras y cómica española y mexicana  de 2019 dirigida por Paco Arango y protagonizada por Edu Soto, Mariana Treviño, Santiago Segura, Geraldine Chaplin y Plácido Domingo, entre otros.

## Sinopsis
Los Rodríguez son una familia como otra cualquiera, o al menos eso creían. Todo cambiará para ellos cuando descubran que el difunto abuelo era, en realidad, de otro planeta. Su nieto, Nicolás, abre en el trastero de la casa familiar una puerta cósmica por donde acceder al «más allá». Y a partir de ahí, el caos se apoderará de esta familia, que deberá aprender a controlar los superpoderes que ha recibido.

## Reparto
- Edu Soto - Rodrigo Rodríguez
- Mariana Treviño - Cristina Rodríguez
- Rodrigo Simón - Nicolás Rodríguez
- Sara Jiménez - Alejandra Rodríguez
- María Blanco - Gabriela Rodríguez
- Geraldine Chaplin - Isabel
- Plácido Domingo - Agente Rodríguez
- Lucas Laso - Edu
- Antonio Velázquez - Ricardo
- Macarena Gómez - Natalia
- Enrique Villén - Pedro Solas
- Rossy de Palma - Doctora Pilar
- Tomás Pozzi - Féliz
- Omar Chaparro - J.J.
- Rubén Sanz - Peter
- Santiago Segura - Rugen Zelig
- Ninton Sánchez - Teo
- Óscar Casas - Bosco
- Arón Piper - Jacobo
- Fabio Fulco - Martín
- Carlo Ochoa - Johan
- Richard Collins-Moore - Frank Hunter
- Eduardo Gómez - Botones
- Luka Peros - Raúl
- Juan Ventas - Juan

## Cine benéfico
Una parte de la recaudación de esta película se ha destinado a ayudar a niños enfermos de cáncer a través de la Fundación Aladina.